# Laminopora jellyae
Laminopora jellyae is een mosdiertjessoort uit de familie van de Adeonidae. De wetenschappelijke naam van de soort is, als Adeonella jellyae, voor het eerst geldig gepubliceerd in 1909 door Levinsen.